# Gérard Maugin
Gérard A. Maugin (* 2. Dezember 1944 in Angers; † 22. September 2016 in Villejuif) war ein französischer Ingenieurwissenschaftler.
Maugin erwarb 1966 sein Ingenieursdiplom als Maschinenbauer an der École nationale supérieure d’arts et métiers (ENSAM) und 1968 als Flugzeugingenieur an der Sup Aéro in Paris. Ab 1966 arbeitete er für das französische Verteidigungsministerium an ballistischen Raketen. 1968 erhielt er sein (DEA) Diplom in Hydrodynamik in Paris. 1969 erwarb er seinen Master-Abschluss an der Princeton University, an der er 1971 promoviert wurde (Ph.D.). Dort war er 1968 bis 1970 als International NASA Fellow. 1971/72 war er Offizier der französischen Luftwaffe (danach in Reserve). 1975 promovierte er in Mathematik (Doctorat d’Etat) an der Universität Paris VI (Pierre et Marie Curie), wo er auch lehrte und seit 1985 das Forschungsteam Kontinuumsmechanik am Labor für Theoretische Mechanik leitet. Nach dessen Umbenennung in Laboratoire de Modelisation en Mecanique (LMM) leitete er dieses ab 1998. Ab 1979 war er Forschungsdirektor des CNRS.
Er war unter anderem Gastprofessor und Gastwissenschaftler in Princeton, Belgrad, Warschau, Istanbul, an der Königlichen Technischen Hochschule Stockholm, an der TU Berlin, Rom, Tel Aviv, der Lomonossow-Universität, Kyoto, Darmstadt und Berkeley.
Er befasste sich mit Kontinuumsmechanik, unter anderem relativistische Kontinuumsmechanik, Mikromagnetismus, Elektrodynamik der Kontinua, Thermomechanik, Oberflächenwellen und nichtlineare Wellen in Kontinua, Gitterdynamik, Materialgleichungen und biomechanischen Anwendungen (Wachstum Gewebe). Über die Geschichte der Kontinuumsmechanik publizierte er 2013 und 2014 ein zweibändiges Werk, das „ein Standardwerk der Historiographie der Mechanik“ darstellt.
2001 erhielt er den Max-Planck-Forschungspreis, war 1991/92 Fellow des Wissenschaftskolleg zu Berlin und erhielt 2001 einen Ehrendoktor der TU Darmstadt. 1982 erhielt er den Mechanik-Preis der französischen Akademie der Wissenschaften und 1977 die Medaille der CNRS für Physik und Ingenieurwesen.
Er war Mitglied der Polnischen Akademie der Wissenschaften (1994) und der Estnischen Akademie der Wissenschaften und hatte eine Ehrenprofessur an der Lomonossow-Universität. 2003 erhielt er die A. C. Eringen Medal.

## Schriften
- Nonlinear electromechanical effects and applications, World Scientific 1985
- Continuum mechanics of electromagnetic solids, North Holland 1988
- mit A. C. Eringen: Electrodynamics of continua, 2 Bände, Springer Verlag 1990
- Nonlinear electromechanical couplings, Wiley 1992
- Material inhomogenities in elasticity, Chapman and Hall 1993
- The thermomechanics of nonlinear irreversible behaviors: an introduction, World Scientific 1999
- Nonlinear waves in elastic crystals, Oxford University Press 1999
- Herausgeber mit Raymonde Drouot, Francois Sidoroff: Continuum Thermomechanics, Kluwer 2002
- mit Arkadi Berezovski, Jüri Engelbrecht Numerical simulation of waves and fronts in inhomogeneous solids, World Scientific 2008
- Herausgeber mit Holm Altenbach, Vladimir Erofeev Mechanics of Generalized Continua, Springer Verlag 2011
- Herausgeber mit Andrei Metrikine: Mechanics of Generalized Continua. One hundred years after the Cosserats, Springer Verlag 2010
- Continuum mechanics through the twentieth century. A concise historical perspective, Springer Verlag 2013[1]
- Continuum mechanics through the eighteenth and nineteenth centuries. Historical Perspectives from John Bernoulli (1727) to Ernst Hellinger (1914), Springer-Verlag 2014[1]
- The thermodynamics of plasticity and fracture, Cambridge University Press 1992
- mit Paul Steinmann Mechanics of material forces, Springer Verlag 2005
- Herausgeber mit anderen: Defect and Material Mechanics, Springer Verlag 2008
- Configurational Forces: Thermomechanics, Physics, Mathematics, and Numerics, Chapman and Hall/CRC 2010
- mit anderen: Generalized Continua and Dislocation Theory: Theoretical Concepts, Computational Methods and Experimental Verification, CISM Courses and Lectures 537, Springer Verlag 2012
- Non-Classical Continuum Mechanics - A Dictionary, Buchreihe: Advanced Structured Materials, Volume 51, Springer, 2017 (letztes Buch)

## Nachweise
1. 1 2 3  Karl-Eugen Kurrer: Rezension v. Continuum mechanics through the eighteenth and nineteenth centuries und Continuum mechanics through the twentieth century in: Stahlbau, 83. Jg. (2014), H. 12, S. 920–921.

| Personendaten    | Personendaten                          |
| ---------------- | -------------------------------------- |
| NAME             | Maugin, Gérard                         |
| ALTERNATIVNAMEN  | Maugin, Gérard A.                      |
| KURZBESCHREIBUNG | französischer Ingenieurwissenschaftler |
| GEBURTSDATUM     | 2. Dezember 1944                       |
| GEBURTSORT       | Angers                                 |
| STERBEDATUM      | 22. September 2016                     |
| STERBEORT        | Villejuif                              |